# Игэ, Дэвид
Дэ́вид Ю́така Игэ (англ. David Yutaka Ige; род. 15 января 1957) — американский политический деятель. Губернатор Гавайев (2014—2018). Член Демократической партии, ранее в 1995—2014 годах занимал пост сенатора в Сенате штата Гавайи.